# ÖBB-Infrastruktur
Die ÖBB-Infrastruktur AG (teilweise kurz ÖBB Infra) ist eine Teilgesellschaft der ÖBB-Holding AG. Die Infrastrukturgesellschaft entstand im Zuge des Bundesbahnstrukturgesetzes 2003 bzw. der Bahnreform von 2009, wo die zuvor gegründete ÖBB-Infrastruktur Bau AG und ÖBB-Infrastruktur Betrieb AG zur ÖBB-Infrastruktur AG verschmolzen wurde. Die ÖBB-Infrastruktur ist für Trassenvergabe, Betrieb und Wartung des österreichischen Schienennetzes sowie Planung, Projektierung und Bau der Schieneninfrastruktur und von Bahnhöfen sowie Haltestellen verantwortlich. Alleinaktionär der Gesellschaft ist die ÖBB-Holding AG, die zu 100 Prozent im Eigentum der Republik Österreich (Bund) steht. Per 31. Dezember 2022 hält die ÖBB-Infrastruktur 24 Beteiligungen an anderen Unternehmen.

## Aufgaben
In § 31 des Bundesbahngesetzes werden die Aufgaben der ÖBB-Infrastruktur wie folgt bestimmt:
- Absatz 1: Aufgabe der ÖBB-Infrastruktur AG ist insbesondere die eines Eisenbahninfrastrukturunternehmens, in dem eine bedarfsgerechte und sichere Schieneninfrastruktur (einschließlich Hochleistungsstrecken) geplant, gebaut, instandgehalten (d. i. Wartung, Inspektion, Entstörung, Instandsetzung und Reinvestition), bereitgestellt und betrieben wird; weiters können auch Verschubleistungen erbracht werden.
- Absatz 3: Die ÖBB-Infrastruktur AG ist auch zur Planung und zum Bau von sonstigen Infrastrukturvorhaben berechtigt, sofern hiefür die Kostentragung durch Dritte sichergestellt ist.

## Beteiligungen
Wichtigste Beteiligungen sind
- die ÖBB-Immobilienmanagement Gesellschaft mbH (100 %), die die Immobilien der ÖBB-Infrastruktur und anderer Konzernunternehmen verwaltet, sich etwa um die Vermietung von Geschäftsräumen in den Bahnhofsgebäuden kümmert, und nicht bahnnotwendige Liegenschaften entwickelt und verkauft,
- die Galleria di Base del Brennero – Brenner Basistunnel BBT SE (50 %), die den Brennerbasistunnel errichtet,
- die ÖBB-Operative Services GmbH & Co KG (100 %), vormals Mungos Sicher & Sauber GmbH[3], die das Reinigungspersonal und den Wachdienst für den ÖBB-Konzern stellt, teilweise auch privaten Eisenbahnunternehmen anbietet und außerdem die Kundeninformationsleistungen der ÖBB-Infrastruktur AG an den Bahnhöfen erbringt,
- die Rail Equipment GmbH (100 %), die sich um die Vermietung von schienengebundenen Fahrzeugen kümmert und
- die Weichenwerk Wörth GmbH (43,05 %).[4]

Außerdem führt ÖBB-Infrastruktur für verschiedene Bau- und Entwicklungsprojekte eigene Tochtergesellschaften, wie etwa die Güterterminal Werndorf Projekt GmbH.

## Zahlen und Fakten

### Finanzierung
Die Investitionen der ÖBB-Infrastruktur werden großteils aus dem Bundesbudget der Republik Österreich finanziert. Es werden jährlich Zuschussverträge zwischen der ÖBB-Infrastruktur und dem Bund abgeschlossen, die auf dem jährlich neu angepassten sechsjährigen Rahmenplan der ÖBB-Infrastruktur basieren und die Höhe der benötigten finanziellen Mittel festschreiben (Im Jahr 2023 waren es 648,5 Millionen Euro für Zuschüsse zum Betrieb der Schieneninfrastruktur, 1.316,3 Millionen Euro für Zuschüsse für Instandhaltung/Planung/Bau und 441,5 Millionen Euro für Zuschüsse für Inspektion/Wartung/Instandsetzung). Seit 2016 werden für Neubauprojekte Anleihen am Kapitalmarkt aufgenommen, die eine Haftung der Republik Österreich aufweisen und über die Österreichische Bundesfinanzierungsagentur laufen. Aufgrund der guten Bonität Österreichs werden so Kreditkosten geringer gehalten.

### Eisenbahnstrecken
Die Eisenbahnstrecken der Österreichischen Bundesbahnen umfassen eine Länge von 4965 km, wovon 3650 km elektrifiziert sind. Diese Strecken umfassen 9759 Gleiskilometer (einschließlich Weichenlänge). Neben Bau und Betrieb der Strecken selbst, obliegt der ÖBB-Infrastruktur – wie anderen Eisenbahninfrastrukturunternehmen auch – die Verkehrsabwicklung. Die zentrale Koordinierung erfolgt über eine Verkehrsleitzentrale in Wien, die operative Umsetzung obliegt den 5 Betriebsführungszentralen in Innsbruck, Linz, Salzburg, Villach und Wien. Die ÖBB-Infrastruktur betreibt 657 Stellwerke, davon 324 elektronische Stellwerke. Die für die Hauptstrecken zuständigen Stellwerke werden überwiegend von den Betriebsführungszentralen aus ferngesteuert, die Nebenstrecken und die Verschubknoten sind bei der Verkehrsabwicklung weitestgehend autark. (Zahlenangaben sind Stand 2021/2022.)

### Investitionen
Im Rahmenplan der ÖBB-Infrastruktur sind von 2024 bis 2029 Investitionen in der Höhe von 21,1 Mrd. Euro vorgesehen. Davon entfallen rund drei Viertel in die Großprojekte Koralmbahn, Semmering-Basistunnels und Brenner-Basistunnels. Für die Instandhaltung der bestehenden Infrastrukturanlagen sind zusätzlich rund 4,7 Mrd. Euro vorgesehen.

### Bahnstrom und Stromversorgung
Die ÖBB-Infrastruktur ist auch für den Betrieb der Bahnstromanlagen sowie der Kraftwerke der ÖBB verantwortlich. Sie betreibt acht Wasserkraftwerke in Braz, Wald am Arlberg, Enzingerboden, Fulpmes, Obervellach, Schneiderau, Uttendorf I und Uttendorf II, die jeweils Bahnstrom mit einer Frequenz von 16,7 Hz erzeugen. Zwei weitere Kraftwerke in Rosenbach und Lassach erzeugen einen regulären Drehstrom mit einer Frequenz von 50 Hz. Seit dem Jahr 2015 betreibt die ÖBB auch Photovoltaikanlagen und seit 2022 auch Windkraftanlagen. Der von der ÖBB-Infrastruktur angebotene Bahnstrom wird zu 100 % aus erneuerbaren Energieträgern hergestellt, die einzelnen Eisenbahnverkehrsunternehmen können ihren Strom jedoch auch bei anderen Stromerzeugern beziehen und in das Bahnstromnetz einspeisen lassen.

## Sonstiges
Wegen Gleisverwerfungen wurden die Schienen im Hitzesommer 2019 testweise mit weißer Farbe besprüht.

## Geschichte

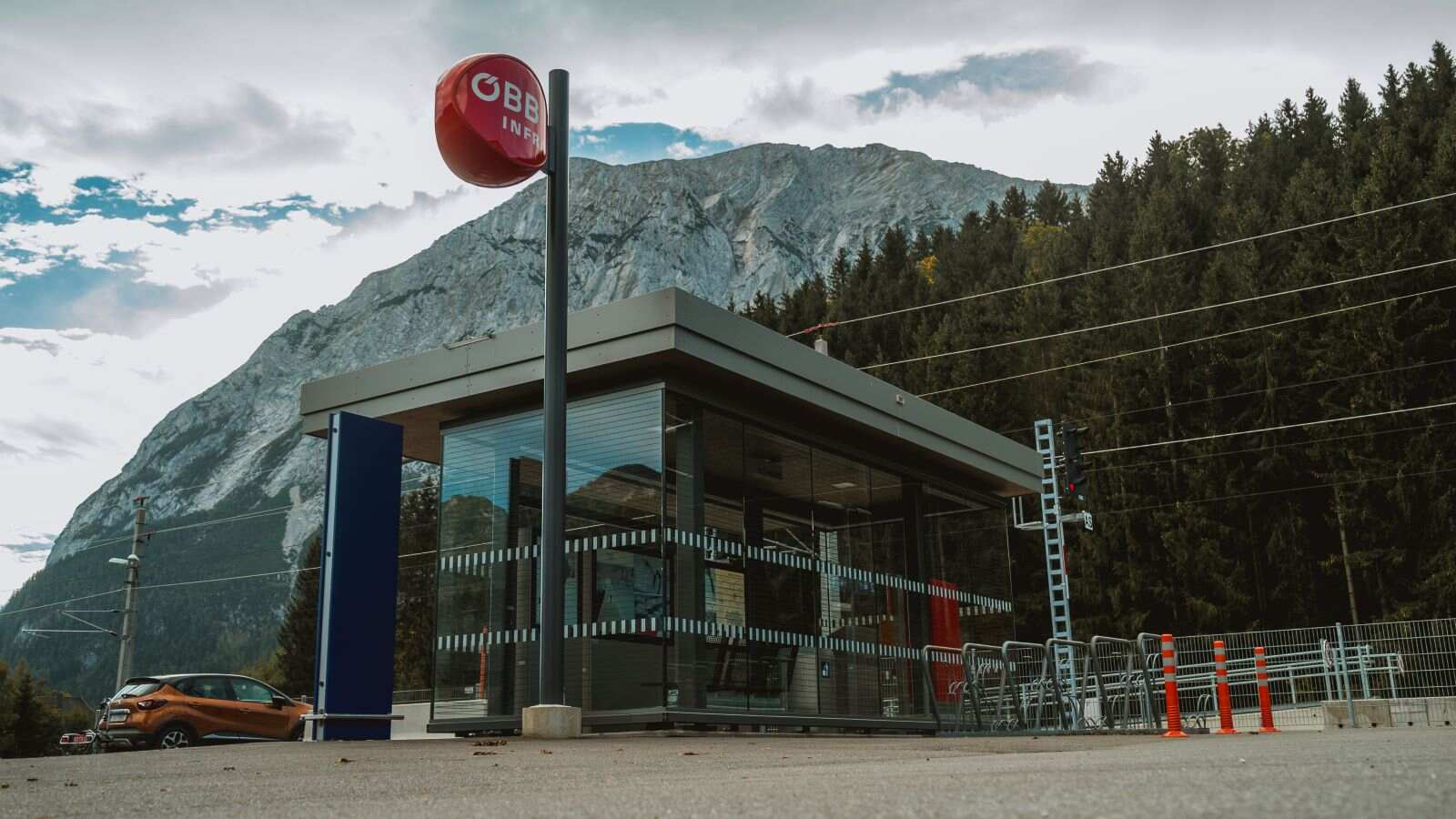
Ein von ÖBB-Infrastruktur betriebener Bahnhof

Aufgrund des Bundesbahnstrukturgesetzes 2003 wurden die ÖBB-Infrastruktur Betrieb AG und ÖBB-Infrastruktur Bau AG gegründet. In die ÖBB-Infrastruktur Bau AG wurden die Eisenbahn-Hochleistungsstrecken-AG und Schieneninfrastrukturfinanzierungs-Gesellschaft mbH integriert. Die Anteilsrechte an der Brenner Eisenbahn GmbH wurden von der Republik Österreich in die ÖBB-Infrastruktur Bau AG eingebracht. Infolge der Bahnreform 2009 wurde die ÖBB-Infrastruktur Bau AG in ÖBB-Infrastruktur AG umbenannt und anschließend mit der ÖBB-Infrastruktur Betrieb AG verschmolzen. Die Brenner Eisenbahn GmbH wurde mit der neu geschaffenen ÖBB-Infrastruktur AG fusioniert.